# جورج مككولوك
جورج مككولوك (بالإنجليزية: George McCulloch) هو خبير بالمعادن وسياسي أمريكي، ولد في 22 فبراير 1792 في الولايات المتحدة، وتوفي في 6 أبريل 1861. حزبياً، نشط في الحزب الديمقراطي. وقد انتخب عضو مجلس ولاية بنسيلفانيا وانتخب عضو مجلس النواب الأمريكي.